# Justin Hoyte
Justin Hoyte, né le 20 novembre 1984 à Newham (Londres), est un footballeur trinidadien et anglais qui joue au poste de défenseur.
Il est le frère aîné de Gavin Hoyte, lui aussi ancien joueur d'Arsenal, et le fils de Wendy Hoyte, sprinteuse dans les années 1980.

## Biographie

### En club
Formé à Arsenal, Justin Hoyte signe son premier contrat professionnel en mai 2003.
Il fait ses débuts en équipe première en entrant à la 89e minute lors du match de League Cup contre Southampton en mai 2003. Il enchaîne ensuite les apparitions en coupes nationales lors de la saison 2004-2005.
Lors de l'été 2005, Hoyte est approché par Ipswich Town pour signer un contrat de prêt mais Arsène Wenger le conserve dans son effectif car il a besoin d'un défenseur pour jouer en Premier League. Cependant, il est prêté à Sunderland le 31 août 2005, avec qui il joue 30 matchs et marque 1 but.
De retour de prêt, Hoyte commence la saison 2006-2007 au poste d'arrière gauche des Gunners à la suite du départ d'Ashley Cole à Chelsea et à la blessure de Gaël Clichy. Au retour de Clichy, Hoyte prend le côté droit de la défense en remplacement d'Emmanuel Eboué à son tour blessé. 
Le 2 janvier 2007, il marque son premier but pour Arsenal contre Charlton Athletic.
Le 16 août 2008, il quitte Arsenal pour Middlesbrough. Il marque son premier but sous ses ouvelles couleurs le 28 décembre 2009 face à Barnsley.
Le 5 novembre 2013 il est prêté au Millwall FC.
À l'issue de la saison 2014-2015, il est libéré par Millwall.

## Carrière internationale
Hoyte est sélectionné à 18 reprises en équipe d'Angleterre espoirs. Il joue les quatre matchs de son pays lors du championnat d'Europe espoirs 2007. Les Anglais s'inclinent en demi-finale contre le pays hôte, les Pays-Bas. Il est international trinidadien dès 2013 et dispute la Gold Cup 2013.

## Palmarès
- Arsenal
  - Vainqueur du Community Shield en 2004
  - Finaliste de la League Cup en 2007.